# Mönchberg (Herrenberg)
Die ehemalige Gemeinde Mönchberg ist durch die Gemeindereform in Baden-Württemberg seit 1971 einer von heute acht Stadtteilen Herrenbergs.

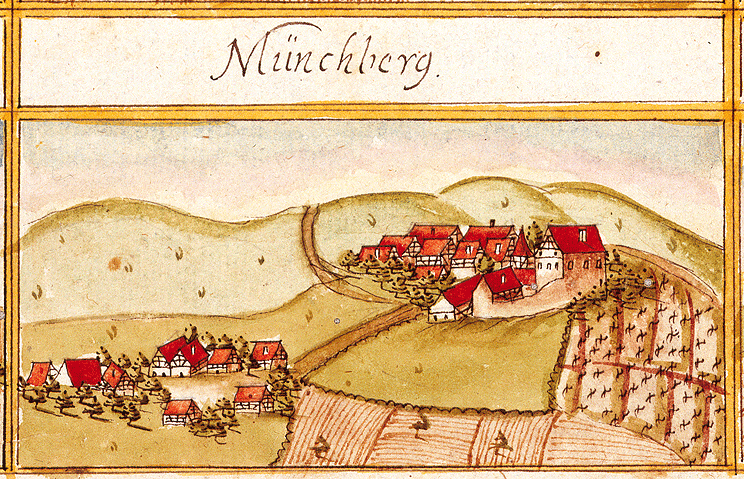
Mönchberg 1683/1685 im Kieserschen Forstlagerbuch

## Geographie
Mönchberg liegt im Korngäu, vier Kilometer von Herrenberg entfernt, nahe der Autobahn A 81 Stuttgart–Singen. Der Ort liegt am Keuperstufenrand des Schönbuch.

## Geschichte
Der Ort ist im 12. und 13. Jahrhundert entstanden. Um 1125 begann die Rodung des Schönbuchhanges für den Weinbau, kurz danach entstand eine Niederlassung auf dem sogenannten „Mönchberg“, aus der das Benediktinerkloster St. Michael entstand.
Erst in späterer Zeit wurde wie auch in Kayh der Weinbau durch den Obstbau verdrängt. Obstbaulich bedeutend liegt der Ort in einer der größten zusammenhängenden Streuobstlandschaften Europas.
Seit 1833 war Mönchberg eigenständige Gemeinde, bis sie am 1. Dezember 1971 nach Herrenberg eingemeindet wurde.